# Марьяновка (Новосанжарский район)
Марья́новка (укр. Мар'янівка) — село,
Руденковский сельский совет,
Новосанжарский район,
Полтавская область,
Украина.
Код КОАТУУ — 5323485503. Население по переписи 2001 года составляло 301 человек.

## Географическое положение
Село Марьяновка находится на расстоянии в 0,5 км от села Пудловка.

## Известные люди
В селе родился Герой Советского Союза Михаил Кибкалов.